# Prunus bifrons
Prunus bifrons là loài thực vật có hoa trong họ Hoa hồng. Loài này được Nevski mô tả khoa học đầu tiên.